# Sonate pour piano à quatre mains en do majeur, K. 521
Pour les articles homonymes, voir Sonate pour piano à quatre mains.
La Sonate pour piano à quatre mains en do majeur, KV 521, est une œuvre de Mozart composée le 29 mai 1787 à Vienne en Autriche

## Structure
La sonate se compose de trois mouvements :
1. Allegro, en do majeur, à , 227 mesures, sections répétées 2 fois : mesures 1 à 84, mesures 85 à 227
2. Andante, en fa majeur, à 
, 124 mesures, sections répétées 2 fois : mesures 1 à 8, mesures 9 à 27, Coda : mesures 85 à 98
3. Allegretto, en do majeur, à 
, 254 mesures, sections répétées 2 fois : mesures 97 à 109, Coda : mesures 211 à 254

Durée de l'interprétation : environ 25 minutes